# ECLSS della ISS

Il diagramma del ECLSS della ISS

La Environmental Control and Life Support System (ECLSS) della Stazione Spaziale Internazionale (ISS) è un sistema di supporto vitale che fornisce o controlla la pressione atmosferica, la rilevazione e soppressione incendi, i livelli di ossigeno, una ventilazione adeguata, la gestione dei rifiuti e la fornitura d'acqua. È stato progettato e testato congiuntamente dal Marshall Space Flight Center della NASA, UTC Aerospace Systems, Boeing, Lockheed Martin e Honeywell.
Il sistema ha tre funzioni principali: recupero dell'acqua, rivitalizzazione dell'aria e generazione di ossigeno, con lo scopo di garantire un ambiente sicuro e confortevole per il personale a bordo della ISS. Il sistema serve anche come possibile proof of concept per sistemi più avanzati basati sull’ECLSS da utilizzare nelle missioni nello spazio profondo.

## Sistemi di recupero dell'acqua
La ISS dispone di due sistemi di recupero dell'acqua.
Il segmento orbitale russo utilizza un sistema, situato nel modulo Zvezda, che tratta il vapore acqueo presente nell'atmosfera della ISS, utilizzabile per produrre acqua potabile in caso di emergenza, ma normalmente il vapore viene mandato al sistema Elektron per la produzione di ossigeno.
Il segmento orbitale statunitense ha un sistema di recupero dell'acqua (Water Recovery System ‒ WRS) installato nel modulo Tranquility  in grado di trasformare il vapore e l'urina in acqua potabile. Questo sistema fu inizialmente installato temporaneamente nel modulo Destiny nel novembre 2008 durante la missione STS-126 e successivamente spostato nel modulo Tranquility nel febbraio 2010.

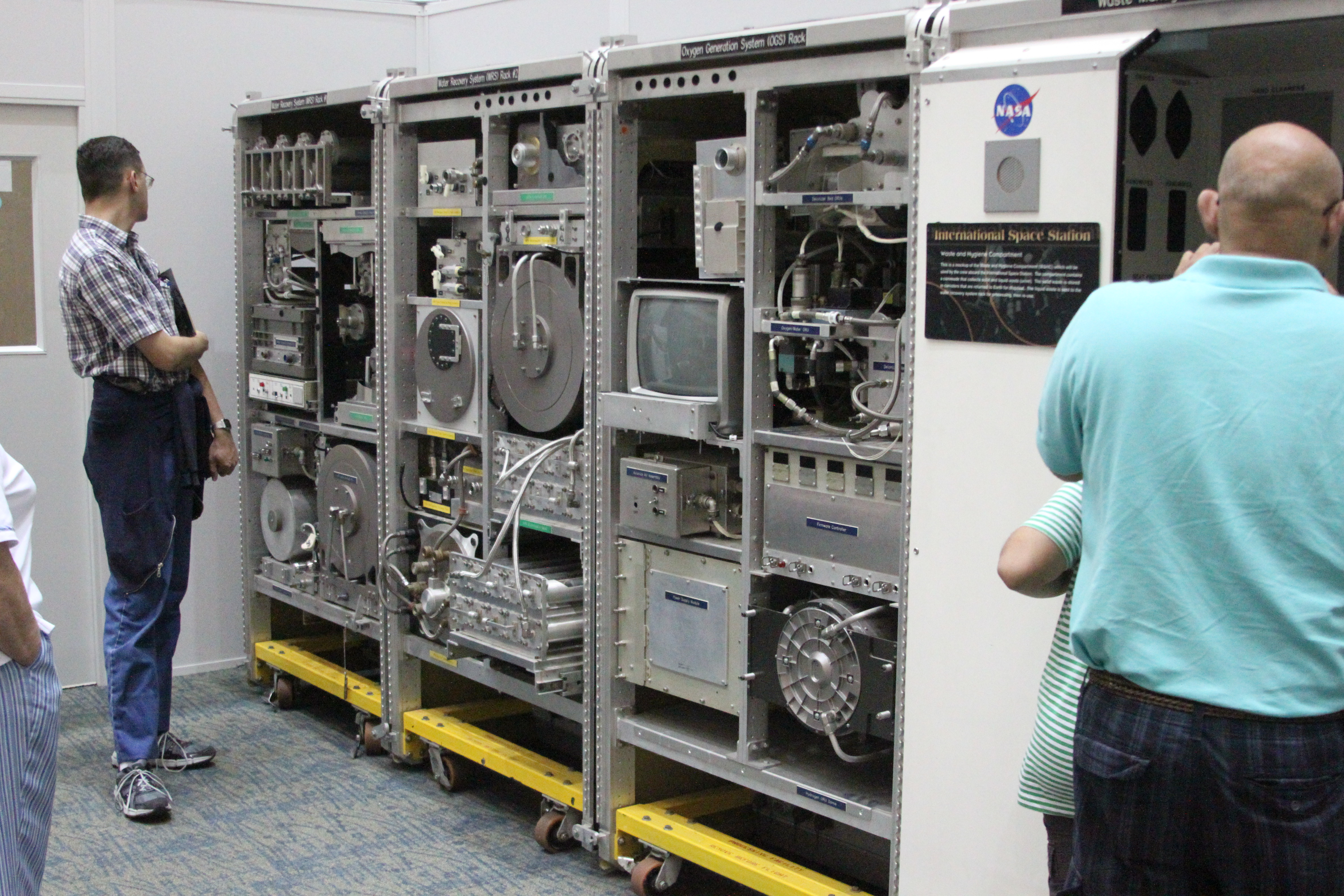
I tre rack ECLSS in esposizione al Marshall Space Flight Center nel 2012. Da sinistra a destra, il WRS (Rack 1 e 2) e l'OGS (Rack 3).

Il WRS è composto da un'unità di trattamento dell'urina (Urine Processor Assembly ‒ UPA) e un'unità di trattamento dell'acqua (Water Processor Assembly ‒ WPA), ospitate in due dei tre rack dell'ECLSS di Tranquility.
L'URA utilizza un processo di distillazione sottovuoto a bassa pressione con centrifuga, per compensare la mancanza di peso e aiutare nella separazione di liquidi e gas. È progettata per gestire un carico di 9 kg/giorno, sufficiente per un equipaggio di sei persone. Sebbene inizialmente si puntasse al recupero dell'85% dell'acqua contenuta, i problemi legati alla precipitazione del solfato di calcio (legata alla perdita di massa ossea in microgravità degli astronauti) hanno ridotto l'efficienza operativa al 70%.
L'acqua ottenuta da questa unità e da altre fonti viene trattata dalla WPA, che rimuove gas e materiali solidi prima di passare l'acqua attraverso letti filtranti e un reattore catalitico ad alta temperatura. L'acqua viene poi testata dai sensori di bordo e, se non accettabile, viene riciclata nuovamente.

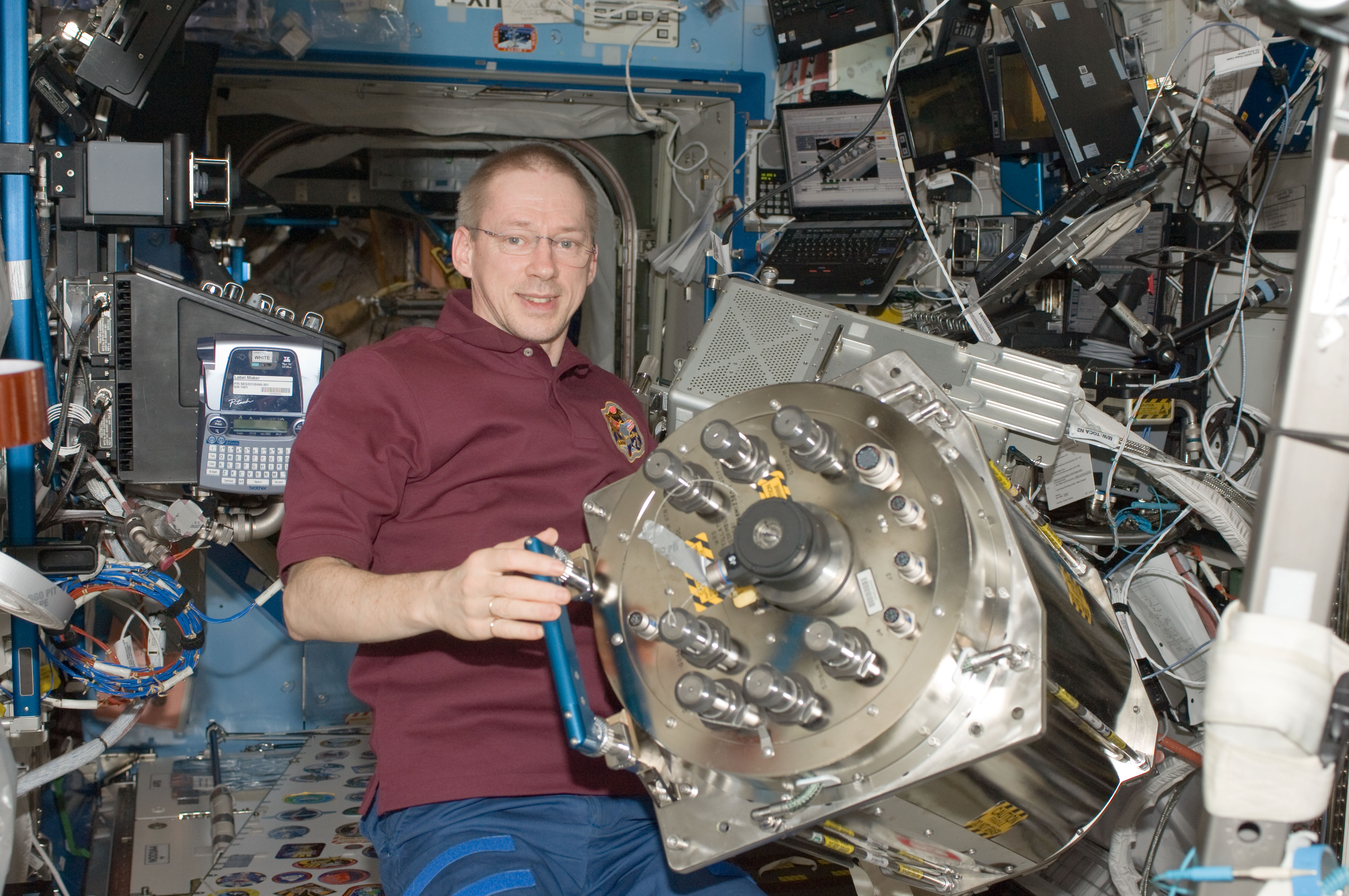
L'astronauta Frank De Winne con l'unità di distillazione dell'Urine Processor Assembly (UPA)

Nel gennaio 1998, la missione STS-89 ha testato con successo in microgravità il reattore catalitico del WPA, il Volatile Removal Assembly. Un altro esperimento analogo, il Vapour Compression Distillation Flight Experiment, è stato lanciato, ma distrutto, con la missione STS-107 nel 2003.
L'unità di distillazione dell'UPA ha avuto un primo guasto il 21 novembre 2008, il giorno dopo la sua installazione. Era stata rilevata una velocità anomala da uno dei tre sensori della velocità della centrifuga e un'alta corrente del motore della centrifuga. Il problema è stato risolto rimontando l'unità senza alcuni supporti antivibrazione in gomma. Tuttavia, il 28 dicembre 2008 si è verificato un altro guasto a causa nuovamente dell'alta corrente del motore della centrifuga ed è stato risolto solo con la sostituzione dell'unità del 20 marzo 2009.

### Sistema Sabatier della NASA
Il sistema Sabatier della NASA (usato dal 2010 al 2017) chiudeva il ciclo dell'ossigeno nell'ECLSS combinando l'idrogeno di scarto del generatore di ossigeno OGS con l'anidride carbonica atmosferica della ISS usando la reazione di Sabatier per recuperare l'ossigeno. I prodotti della reazione erano acqua e metano. L'acqua veniva riciclata, riducendo l'acqua da portare dalla Terra, e il metano veniva espulso nello spazio tramite la linea di sfiato dell'idrogeno installata per l'OGS.

## Sistemi di rivitalizzazione dell'aria

### Pressione
Diversi sistemi a bordo della ISS si occupano di mantengono l'atmosfera della ISS simile a quella terrestre. La pressione normale a bordo è di 101,3 kPa (14,7 psi), come quella al livello del mare. Sebbene l'equipaggio possa restare in salute anche con una pressione più bassa, l'equipaggiamento della Stazione è molto sensibile alla pressione. Una pressione troppo bassa potrebbe comprometterne il funzionamento.

### Generazione di ossigeno
Il sistema Elektron situato in Zvezda e il sistema Oxygen Generating System (OGS) statunitense in Destiny si occupano della generazione dell'ossigeno. L'equipaggio ha anche, nelle situazioni di emergenza, le bombole di ossigeno e cartucce Solid Fuel Oxygen Generation (SFOG).

#### Oxygen Generating System (OGS)
Il sistema di generazione dell'ossigeno (Oxygen Generating System ‒ OGS) è un rack NASA che fa l'elettrolisi l'acqua proveniente dal WRS per produrre ossigeno e idrogeno, proprio come fa il generatore russo Elektron. L'ossigeno una volta prodotto viene immesso nei moduli. L'unità è installata nel modulo Destiny. Durante un'attività extraveicolare della missione STS-117, gli astronauti hanno installato una valvola di sfiato per l'idrogeno necessaria al funzionamento dell'OGS. L'OGS è stato consegnato nel 2006 dalla missione STS-121 ed è entrato in funzione nel luglio 2007.
Tra il 2001 e il 2007, il segmento orbitale statunitense utilizzava l'ossigeno stoccato in un serbatoio pressurizzato nell'airlock Quest oppure nel modulo Zvezda. Prima dell'attivazione del sistema Sabatier nell'ottobre 2010, l'idrogeno e l'anidride carbonica estratti venivano espulsi nello spazio.
Nell'ottobre 2010, l'OGS ha smesso di funzionare a causa dell'eccessiva acidità dell'acqua in ingresso. Per sei mesi, l'equipaggio si è affidato al generatore Elektron e all'ossigeno portato dalla Terra. A marzo 2011, la missione STS-133 ha consegnato un kit di riparazione e il funzionamento dell'OGS è stato completamente ripristinato.

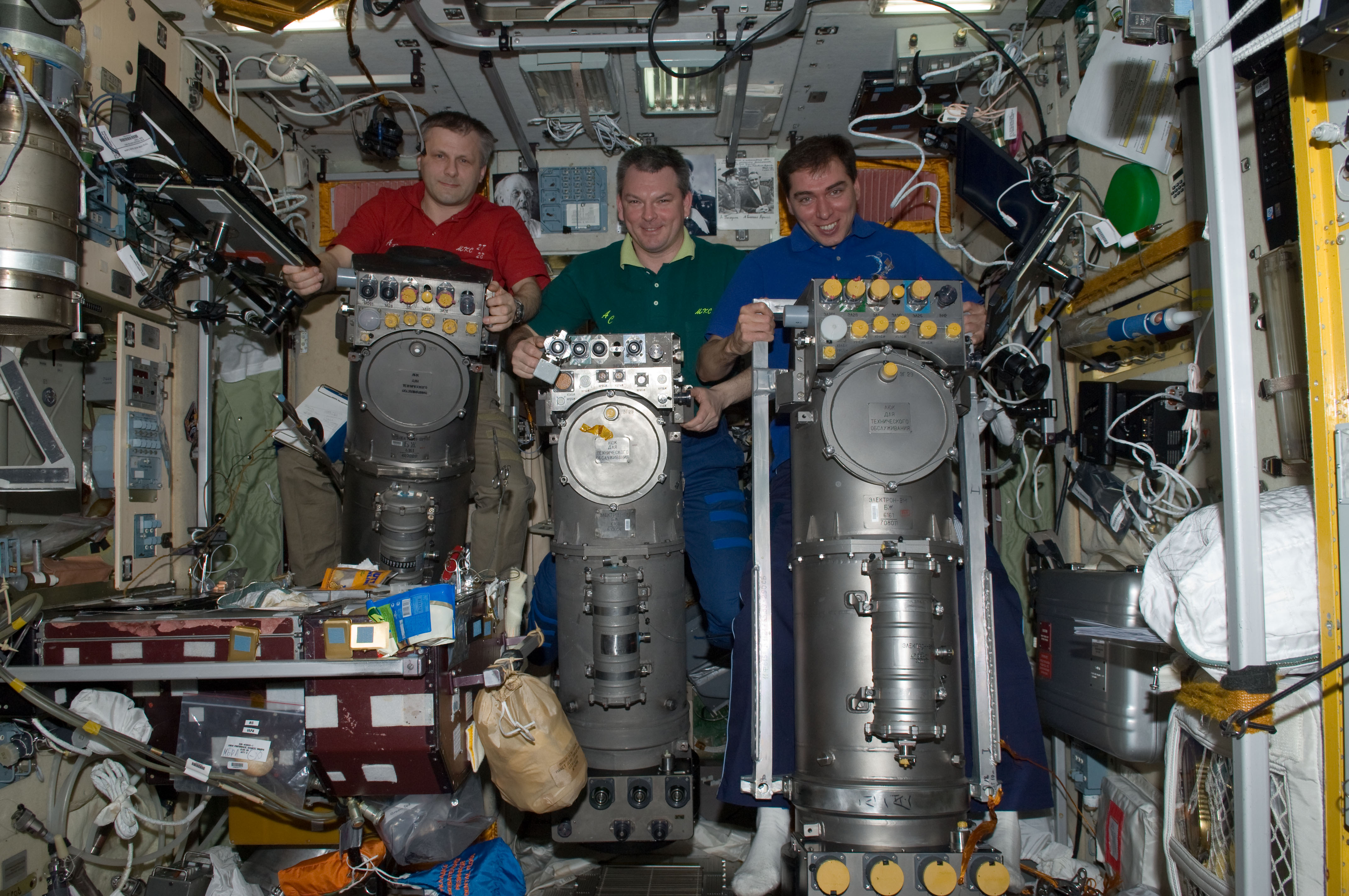
Tre unità Elektron nel modulo di servizio Zvezda

#### Elektron
Elektron è un generatore di ossigeno russo che funziona con l'elettrolisi, già usato anche sulla stazione spaziale Mir. Utilizza l'elettrolisi per convertire molecole d'acqua riciclate in ossigeno e idrogeno. L'ossigeno viene immesso nella cabina mentre l'idrogeno viene espulso nello spazio. Le tre unità Elektron della ISS hanno avuto molti problemi nel tempo, costringendo spesso l'equipaggio a usare fonti alternative (bombole di ossigeno o il sistema Vika). Per supportare un equipaggio di sei persone, la NASA ha installato l'OGS.
Nel 2004 l'unità si è spenta per cause inizialmente ignote. Dopo due settimane di test, l'unità si è riaccesa, per poi rispegnersi poco dopo. Alla fine venne scoperto che delle bolle di gas ne impedivano il funzionamento; il problema venne risolto con l'arrivo della missione di rifornimento Progress nell'ottobre 2004.
Nel 2005, quando l'unità Elektron fallì nuovamente, il personale della ISS attingete alla riserva di ossigeno della navicella cargo Progress, appena arrivata.
Nel 2006 i fumi di un'unità Elektron malfunzionante hanno spinto gli ingegneri di volo della NASA a dichiarare una "emergenza a bordo". Un odore di bruciato ha portato l'equipaggio della ISS a sospettare un incendio di Elektron, ma l'unità era solo "molto calda". Una perdita di idrossido di potassio corrosivo e inodore ha costretto l'equipaggio della ISS a indossare guanti e maschere. Si è ipotizzato che l'odore provenisse da guarnizioni di gomma surriscaldate. L'incidente è avvenuto poco dopo la partenza della missione STS-115 e appena prima dell'arrivo di una missione cargo.
Il sistema è tornato operativo solo nel novembre 2006 dopo l'arrivo di nuove valvole e cavi.
Nell'ottobre 2020, il sistema Elektron ha avuto un guasto e ha dovuto essere disattivato per un breve periodo prima di essere riparato.

#### Vika
Il generatore Vika (anche noto come TGK o SFOG), è un generatore chimico di ossigeno sviluppato da Roscosmos per la stazione Mir, e fornisce un sistema alternativo di produzione di ossigeno. Utilizza cartucce di perclorato di litio solido, che riscaldandosi si decompongono in ossigeno gassoso e cloruro di litio solido. Ogni cartuccia fornisce ossigeno sufficiente per una persona per un giorno.

### Rimozione anidride carbonica

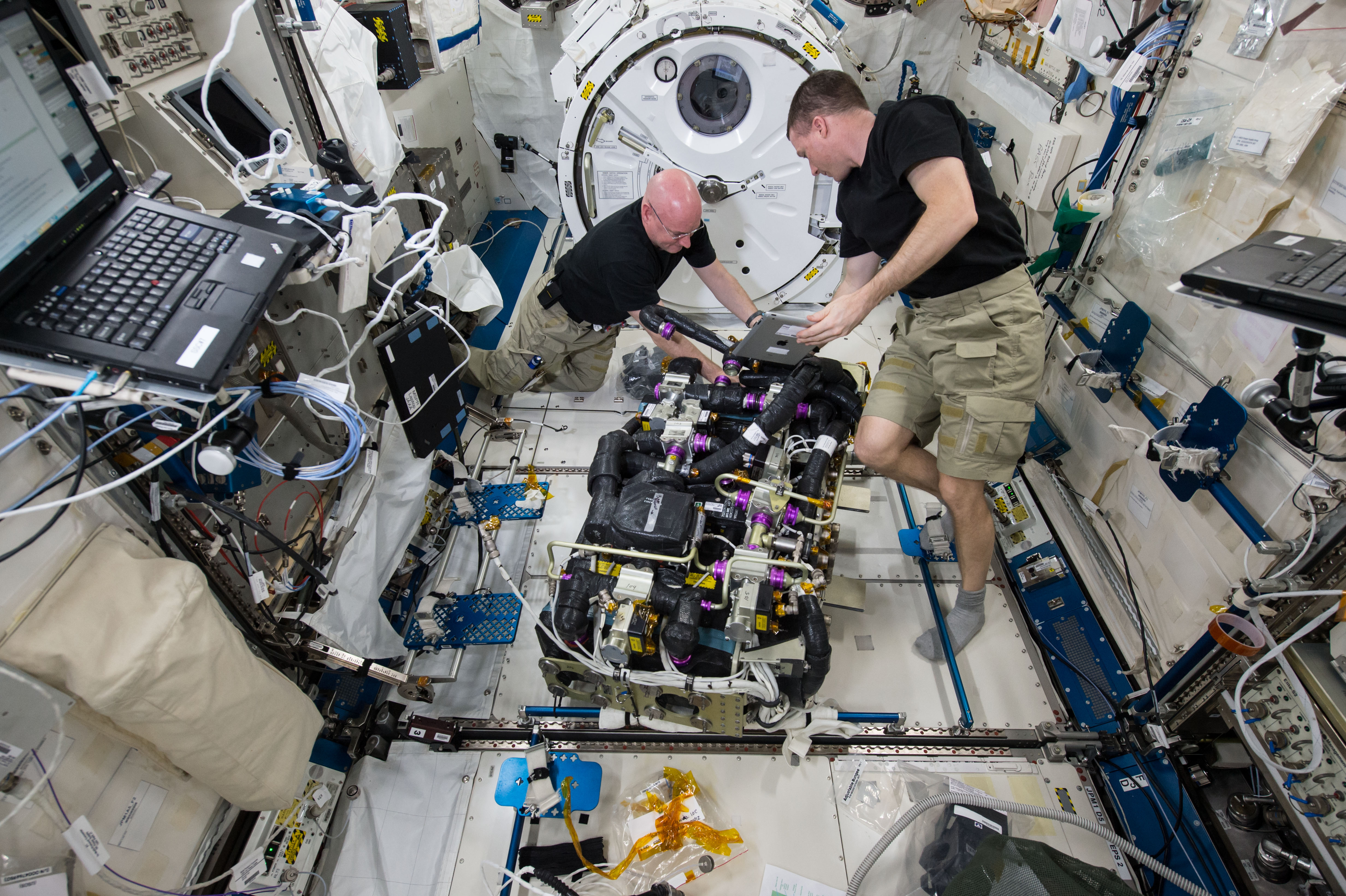
Gli astronauti Scott Kelly e Terry Virts dell'Expedition 43 riparano un'unità Carbon Dioxide Removal Assembly (CDRA)

Nel segmento orbitale statunitense sono presenti due unità per la rimozione dell'anidride carbonica (Carbon Dioxide Removal Assembly ‒ CDRA); una si trova nel modulo Destiny e una in Tranquility. Altri sottoprodotti del metabolismo umano, come il metano dalla flatulenza o l'ammoniaca dal sudore, vengono filtrati con carboni attivi o dal sistema Sistema di controllo delle tracce di contaminanti (Trace Contaminant Control System ‒ TCCS).
Il sistema di rivitalizzazione dell'aria (Air Revitalization System ‒ ARS) rimuove anidride carbonica e tracce di contaminanti. Si tratta di un rack NASA, collocato in Tranquility, progettato per fornire una CDRA, un TCCS per rimuovere contaminanti pericolosi dall'atmosfera e un analizzatore dei principali componenti atmosferici (Major Constituent Analyser ‒ MCA) per monitorare l'azoto, l'ossigeno, l'anidride carbonica, il metano, l'idrogeno e il vapore acqueo sulla ISS. Il sistema ARS è stato consegnato alla ISS con la missione STS-128 nel settembre 2009 ed è stato inizialmente installato nel modulo JEM. Il suo trasferimento in Tranquility avvenne durante la missione STS-130 nel febbraio 2010.

#### Vozdukh
Nel segmento orbitale russo l'anidride carbonica viene rimossa dal sistema Vozdukh situato in Zvezda, che utilizza degli assorbitori rigenerabili di anidride carbonica.

### Advanced Closed Loop System (ACLS)

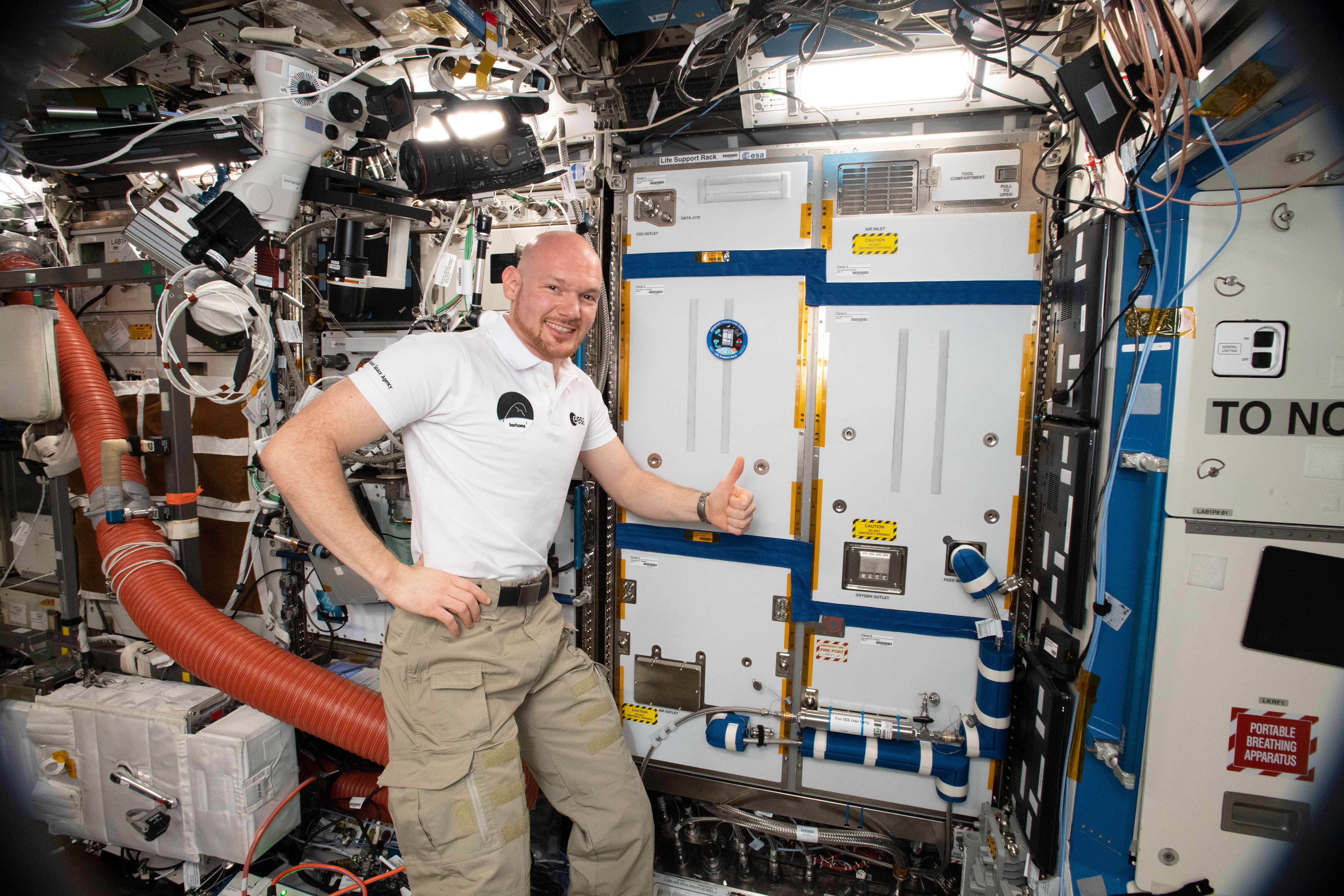
L'astronauta Alexander Gerst vicino al Advanced Closed Loop System (ACLS) nel 2018

Il Sistema avanzato a circuito chiuso (Advanced Closed Loop System ‒ ACLS) è un rack dell'ESA che converte l'anidride carbonica e l'acqua in ossigeno e metano. L'anidride carbonica viene rimossa dall'aria della stazione con un trattamento del gas con ammine, poi rimossa tramite vapore. Il 50% dell'anidride carbonica viene trasformata in metano e acqua tramite la reazione di Sabatier. Il restante 50% dell'anidride carbonica viene espulso nello spazio insieme al metano generato. L'acqua viene riciclata tramite elettrolisi, producendo idrogeno (utilizzato nel reattore Sabatier) e ossigeno. Questo sistema si differenzia da quello della NASA che dipende da una fornitura costante di acqua dalla Terra. La capacità di risparmiare acqua ha ridotto di 400 litri all'anno l'acqua da rifornire alla ISS. Può rigenerare abbastanza ossigeno per tre astronauti.
L'ACLS è stato consegnato con la missione cargo HTV-7 nel settembre 2018 e installato nel modulo Destiny come dimostratore tecnologico (previsto per funzionare per 1-2 anni). È stato un successo e rimane tuttora (al 2024) operativo a bordo della ISS.
L'ACLS ha tre sottosistemi:
- l'unità di concentrazione dell'anidride carbonica (Carbon dioxide Concentration Assembly ‒ CCA), che usa una reazione di ammine per assorbire e ridurre la anidride carbonica dell'aria per mantenerla a livelli accettabili.
- l'unità di trattamento dell'anidride carbonica (Carbon dioxide Reprocessing Assembly ‒ CRA) è un reattore di Sabatier che fa reagire la anidride carbonica della CCA con l'idrogeno dell'OGS per produrre acqua e metano.
- l'unità di generazione dell'ossigeno (Oxygen Generation Assembly ‒ OGA) che fa l'elettrolisi dell'acqua in ossigeno e idrogeno.

## Controllo della temperatura e dell'umidità
Il controllo della temperatura e dell'umidità (Temperature and Humidity Control ‒ THC) è il sottosistema dell'ECLSS della ISS che mantiene una temperatura costante e regola l'umidità dell'aria a bordo. Il Thermal Control System (TCS), parte del THC, si divide in un sistema attivo (Active Thermal Control System ‒ ATCS) e uno passivo (Passive Thermal Control System ‒ PTCS). Il controllo dell'umidità avviene attraverso la variazione della temperatura o l'aggiunta di umidità all'aria.

## Rilevamento e soppressione incendi
Il sistema Rilevamento e soppressione incendi (Fire Detection and Suppression ‒ FDS) è il sottosistema dedicato all'identificazione e al controllo di eventuali incendi a bordo.